# Roberto Marcolongo
Roberto Marcolongo (* 28. August 1862 in Rom; † 16. Mai 1943 ebenda) war ein italienischer Mathematiker, der vor allem für seine Beiträge zur Wissenschaftsgeschichte (Geschichte der Mechanik, Leonardo da Vinci) sowie zur Vektoranalysis und theoretischen Physik bekannt war.
Marcolongo kam aus einer Arbeiterfamilie und studierte am Istituto Tecnico und Mathematik an der Universität Rom bei Eugenio Beltrami, Luigi Cremona, Valentino Cerruti und Giuseppe Battaglini. Nach dem Abschluss 1886 war er zehn Jahre Assistent am Lehrstuhl für Mechanik bei Cerruti. Außerdem war er 1888 bis 1895 Assistent für Algebra und Analysis. 1890 habilitierte er sich und war Privatdozent für Mechanik. 1895 wurde er außerordentlicher Professor und 1900 ordentlicher Professor für Mechanik an der Universität Messina. Ab 1908 lehrte er an der Universität Neapel Federico II, wo er bis zu seinem Ruhestand 1935 verblieb.
Von ihm stammen rund 200 wissenschaftliche Publikationen, über Mechanik, Elastizitätstheorie, Analysis, mathematische Physik und Geschichte der Mechanik. Darunter war eine Darstellung der Entwicklung der mathematischen Elastizitätstheorie in Italien seit Enrico Betti und des Dreikörperproblems von Newton bis Karl Sundman. In seiner 1919 erschienenen Darstellung der Geschichte der Mechanik verteidigte er die Prioritätsrolle von  Galileo Galilei (gegen die Darstellung von Pierre Duhem, der die Rolle von mittelalterlichen Vorläufern betonte). 
Ab 1924 wurde er Nachfolger von Antonio Favaro in der Kommission zur Herausgabe der Werke von Leonardo da Vinci. Er befasste sich besonders mit Leonardos Beiträgen zur Mechanik und Geometrie (Codex Arundel, Codex Forster). Wieder unternahm er es in Gegensatz zu Duhems Geringschätzung der mathematischen Fähigkeiten Leonardos diese herauszustellen. Leonardo war danach zwar kein Wissenschaftler im heutigen Sinn, legte aber trotzdem Wert auf mathematische Begründung von Erkenntnissen in Geometrie und 
Mechanik, ohne die es nach Leonardos eigenen Worten keine sichere Erkenntnis gäbe.
Er arbeitete auf dem Gebiet der Vektoranalysis mit Cesare Burali-Forti, damals bekannt als „italienische Notation“. 1906 schrieb er eine der ersten Arbeiten, die einen vierdimensionalen Formalismus zur Darstellung der relativistischen Invarianz unter Lorentz-Transformationen enthielten. 1921 veröffentlichte er zusammen mit Burali-Forti in Messina eine Abhandlung zur speziellen und allgemeinen Relativitätstheorie, wo der absolute Differentialkalkül ohne Koordinaten benutzt wurde, im Gegensatz zur Darstellung von Tullio Levi-Civita und Gregorio Ricci-Curbastro.
Er war Mitglied der Accademia Nazionale dei Lincei und anderer italienischer Akademien.

## Schriften
- Progressi e sviluppo della teoria matematica dell’elasticità in Italia (1870–1907), Nuovo Cimento 1907
- Il problema di tre corpi dai Newton (1686) ai nostri giorni, Nuovo Cimento 1915
- La sviluppo della mecanica sino ai discepoli di Galilei, 1919
- Memorie sulla geometria  e la meccanica di Leonardo da Vinci, 1937
- Leonardo da Vinci artista-scienzato, 1939, 2. Auflage 1943
- Quaranta anni di isegnamento, Neapel 1935 (Autobiographisch, mit Publikationsliste)
- Teoria matematica dello equilibrio dei corpi elastici. U. Hoepli, Mailand 1904
- Meccanica razionale. U. Hoepli, Mailand 1905
- Theoretische Mechanik. B. G. Teubner, Leipzig und Berlin 1911
- Analyse vectorielle générale: Transformations linéaires (mit Cesare Burali-Forti, ins Französische übersetzt von Paul Baridon) Mattei & C., Pavia 1913
- Analyse vectorielle générale: Applications à la mécanique et à la physique (Französisch, mit Cesare Burali-Forti und Tommaso Boggio) Mattei & C., Pavia 1913